# فيليب مطر
فيليب مطر (من مواليد 1944) مؤرخ أمريكي فلسطيني. ولد في القدس وحصل على درجة الدكتوراه من جامعة كولومبيا في تاريخ الشرق الأوسط، ودرّس التاريخ في جامعة ييل وجامعة جورج تاون وكلية مدينة نيويورك. كان مطر باحثًا في برنامج فولبرايت وزميلًا في مركز وودرو ويلسون (سبتمبر 2001 - أغسطس 2002) وزميلًا أول في معهد الولايات المتحدة للسلام (أكتوبر 2002 - يوليو 2003). وهو رئيس مركز الأبحاث الفلسطيني الأمريكي في واشنطن العاصمة، والذي تتمثل مهمته في «تحسين الأبحاث حول الشؤون الفلسطينية، وتوسيع قاعدة الخبراء المطلعين على أحوال الفلسطينيين، وتقوية الروابط بين المؤسسات البحثية والعلماء الفلسطينيين والأمريكيين والأجانب». كما شغل منصب المدير التنفيذي لمؤسسة الدراسات الفلسطينية من 1984 إلى 2001.
يعد كتاب مطر الذي أصدره عام 1988 «مفتي القدس: الحاج أمين الحسيني والحركة الوطنية الفلسطينية» «أول سيرة ذاتية كاملة» للحاج أمين الحسيني. كان رئيس تحرير «موسوعة الفلسطينيين» التي نشرتها مجلة فاكت أون فايل عام 2005. نشر مطر أيضًا في مجلة فورين بوليسي وميدل إيست جورنال ودراسات شرق أوسطية وكان أحد الخبراء الذين ظهروا في سلسلة الإذاعة الوطنية العامة المكونة من سبعة أجزاء بعنوان «الشرق الأوسط: قرن من الصراع»، في عام 2002.

## من أعماله
- مؤلف. مفتي القدس: الحاج أمين الحسيني والحركة الوطنية الفلسطينية. مطبعة جامعة كولومبيا. 1988، 1992.[6]
- محرر مشارك. موسوعة الشرق الأوسط الحديث. ماكميلان الولايات المتحدة الأمريكية. 1996.[7]
- محرر. موسوعة الفلسطينيين. فاكتس أون فايل. 2000، 2005.[8]
- محرر مشارك. موسوعة الشرق الأوسط الحديث وشمال أفريقيا. طومسون جيل/ماكميلان الولايات المتحدة الأمريكية. 2004.[9]
- مفتي القدس: محمد أمين الحسيني مؤسس القومية الفلسطينية، جامعة كولومبيا، 1981.[10]
- اللحظة الحاسمة للسلام (مقالة)، فورين بوليسي، 1989.[11]
- مفتي القدس وسياسة فلسطين، مقالة، 1988.[12]
- قسطنطين زريق (مقالة)، 2000.[13]
- مراجعة كتاب: موسوعة تاريخية للصراع العربي الإسرائيلي (مقالة)، 1997.[14]
- مراجعة كتاب: القدس في القرن العشرين (مقالة)، 2001.[15]